# Copa Intercontinental de Futebol de Areia
A Copa Intercontinental de Futebol de Areia, também conhecida como Taça Intercontinental da Huawei Beach Soccer por motivos de patrocínio, é um torneio internacional de futebol de praia que acontece em Dubai, nos Emirados Árabes Unidos, em novembro. O torneio somente para convidados, é realizado anualmente desde a edição inaugural em 2011. Ele continuará até pelo menos 2020.
A competição tem muitas semelhanças com a Copa das Confederações da FIFA de futebol, sendo que cada uma das seis confederações da FIFA (UEFA, CONMEBOL, CONCACAF, CAF, AFC, OFC) é representada por pelo menos uma nação. - os países que competem não precisam necessariamente ser campeões regionais, mas ainda assim serão uma das nações com melhor desempenho no último campeonato regional de sua confederação. Os anfitriões do torneio e campeões da Copa do Mundo também participam, levando o número total de participantes a oito.
A Samsung foi a principal patrocinadora e apresentadora parceira do torneio desde o seu início até 2016. A Huawei tornou-se a nova patrocinadora em 2017. O Dubai Sports Council (DSC) e a Beach Soccer Worldwide (BSWW) organizam a competição.
Rússia, Brasil e Irão são as equipes mais bem sucedidas, tendo vencido três torneios cada, sendo a última o atual campeão.

## Edições
| Ano           | Local               | Campeão | Vice-campeão | Terceiro lugar         | Jogador do torneio        | Artilheiro                    | Melhor goleiro           | Gols (média por jogo) |
| ------------- | ------------------- | ------- | ------------ | ---------------------- | ------------------------- | ----------------------------- | ------------------------ | --------------------- |
| 2011 Detalhes | Praia de Jumeirah   | Rússia  | Brasil       | Suíça                  | Dejan Stankovic (SUI)     | 13 gols Madjer (POR)          | Mão (BRA)                | 259 (8,1)             |
| 2012 Detalhes | Praia de Jumeirah   | Rússia  | Brasil       | Emirados Árabes Unidos | Egor Shaykov (RUS)        | 10 gols Egor Shaykov (RUS)    | Andrey Bukhlitskiy (RUS) | 285 (8,9)             |
| 2013 Detalhes | Praia de Jumeirah   | Irã     | Rússia       | Emirados Árabes Unidos | Mohammad (IRN)            | 17 gols Dejan Stankovic (SUI) | Andrey Bukhlitskiy (RUS) | 269 (8,4)             |
| 2014 Detalhes | Praia de Jumeirah   | Brasil  | Rússia       | Portugal               | Mão (BRA)                 | 6 gols Bruno Xavier (BRA)     | Mão (BRA)                | 244 (7,6)             |
| 2015 Detalhes | Praia de Jumeirah   | Rússia  | Taiti        | Irã                    | Yury Krasheninnikov (RUS) | 9 gols Mohamed Gamal (EGI)    | Humaid Albalooshi (UAE)  | 145 (7,25)            |
| 2016 Detalhes | Praia de Jumeirah   | Brasil  | Irã          | Rússia                 | Bruno Xavier (BRA)        | 8 gols Bruno Xavier (BRA)     | Peyman Hosseini (IRN)    | 179 (8,95)            |
| 2017 Detalhes | Marasi Business Bay | Brasil  | Portugal     | Irã                    | Rodrigo (BRA)             | 8 gols Jordan Santos (POR)    | Mão (BRA)                | 151 (7,55)            |
| 2018 Detalhes | Praia de Jumeirah   | Irã     | Rússia       | Brasil                 | Rodrigo (BRA)             | 9 gols Fedor Zemskov (RUS)    | Hamid Behzadpour (IRN)   | 186 (9,3)             |
| 2019 Detalhes | Praia de Jumeirah   | Irã     | Espanha      | Emirados Árabes Unidos | Waleed Beshr (UAE)        | 6 gols Amir Akbari (IRN)      | Mohamad Al Jasmi (UAE)   | 138 (6,9)             |

## Conquistas por país
Em negrito as conquistas na copa intercontinental.
| Equipe                 | Títulos              | Vice-campeonatos      | Terceiro lugar       |
| ---------------------- | -------------------- | --------------------- | -------------------- |
| Rússia                 | 3 (2011, 2012, 2015) | 3 (2013, 2014 e 2018) | 1 (2016)             |
| Brasil                 | 3 (2014, 2016, 2017) | 2 (2011, 2012)        | 1 (2018)             |
| Irã                    | 3 (2013, 2018, 2019) | 1 (2016)              | 2 (2015, 2017)       |
| Portugal               | –                    | 1 (2017)              | 1 (2014)             |
| Taiti                  | –                    | 1 (2015)              | –                    |
| Espanha                | –                    | 1 (2019)              | –                    |
| Emirados Árabes Unidos | –                    | –                     | 3 (2012, 2013, 2019) |
| Suíça                  | –                    | –                     | 1 (2011)             |